# 南巡

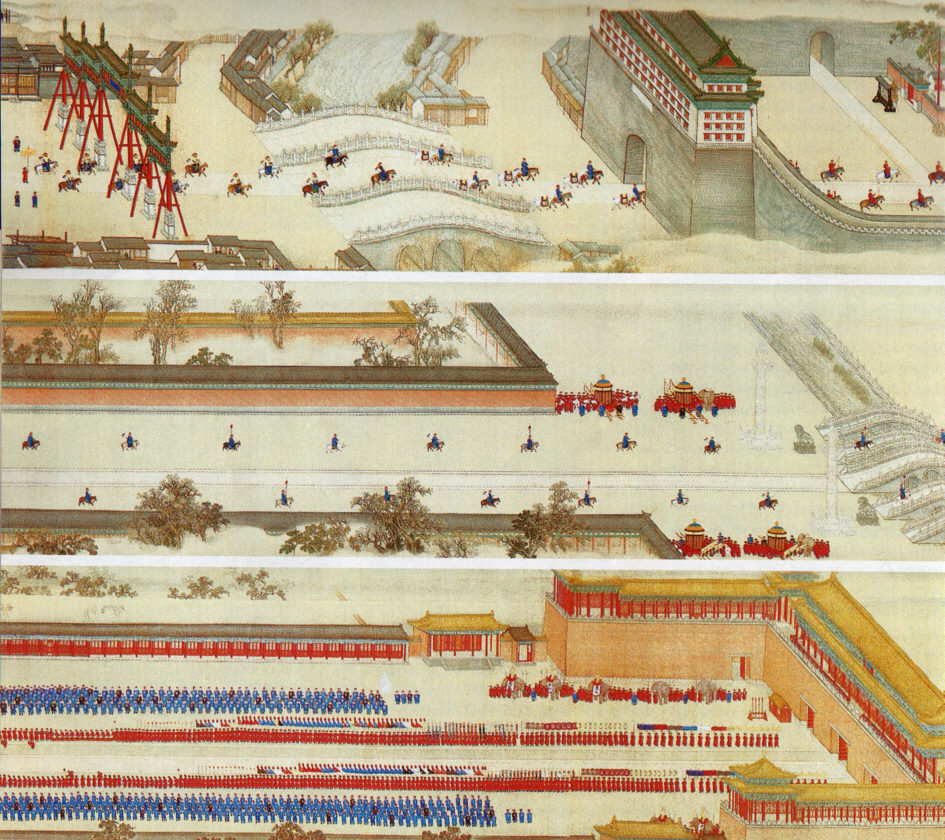
康熙南巡归朝图（局部）

南巡是指巡視江南，一般是指清朝康熙帝與乾隆帝的南巡一事。康熙帝與乾隆帝在位期間，各有六次南巡。1992年1月18日至2月21日，鄧小平前往武昌、深圳、珠海、上海等地視察時亦被稱為南巡。2012年12月，習近平出任中共中央總書記後前往廣東視察，路線大致按照鄧小平20年前的路線，被外界稱為「新南巡」。

## 舜南巡狩
《史记》称：“舜南巡狩，崩于苍梧之野，葬于江南九疑。”

## 清朝

### 康熙帝南巡

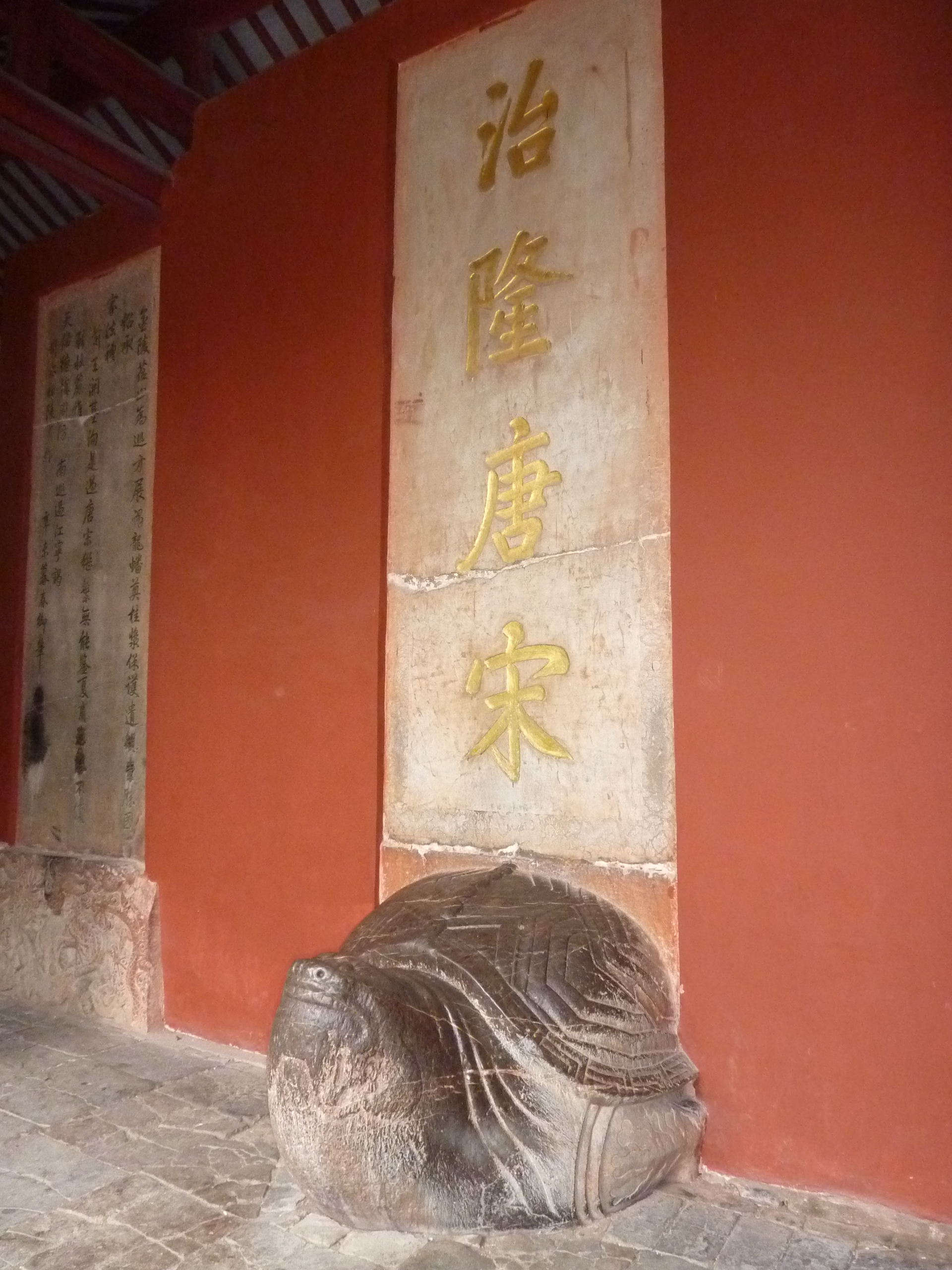
康熙皇帝在南京明孝陵所立的“治隆唐宋”碑

康熙二十三年（1684年）到康熙四十六年（1707年）間，康熙帝有六次南巡，康熙每次“简约仪卫，卤簿不设，扈从者仅三百余人”，但地方官員迎來送往，花費還是相當驚人。曹寅當時任江寧織造，曾與李煦四次接駕，以江宁织造署为行宫。康熙二十八年（1689年）第二次南巡，由曹寅之弟曹荃徵召畫家繪製《康熙南巡圖》。《紅樓夢》借王熙鳳之口說：“說起當年太祖皇帝仿舜巡的故事，比一部書還熱鬧，我偏没造化赶上。”赵嬷嬷道：“咱们贾府正在姑苏扬州一带监造海舫，修理海塘，只預備接駕一次，把銀子花的像淌海水似的！」康熙南巡是造成曹家大量虧空的主因。
康熙三十八年，第三次南巡，至蘇州，士民觀者雲集。康熙四十四年，第五次南巡。康熙四十六年，第六次南巡。《红楼梦》稱“还有如今现在江南的甄家，嗳哟哟，好势派！独他家接驾四次。若不是我们亲眼看见，告诉谁谁也不信的。别讲银子成了土泥，凭是世上所有的，没有不是堆山塞海的，‘罪过可惜’四个字竟顾不得了。”

### 乾隆帝南巡
乾隆帝亦曾六次南巡。《御制南巡記》稱：“予臨御五十年，凡舉二大事，一曰西師，二曰南巡。”乾隆十六年（1751年）第一次南巡，同行的有皇太后鈕祜祿氏、皇后嫔妃，還有隨從大臣、侍衛人員，達2000余人，這次南巡前一年就著手勘察路線，還興建行宮。雖然乾隆行前告戒“時時思物力之維艱，事事惟奢靡之是戒。”但沒人會當真，沿途地方官吏爭相逢迎，甚至在没有麦苗的地方用绿色纸张伪装成麦苗。搞得民間怨聲載道，叫苦連天，三月辛酉“幸江宁府”。
乾隆六次南巡依次是十六年（1751年）、二十二年（1757年）、二十七年（1762年）、三十年（1765年）、四十五年（1780年）、四十九年（1784年）。乾隆四十五年（1780年）第五次南巡。乾隆四十九年（1784年）第六次南巡。潘洪鋼《細說清人社會生活目錄》稱：“實際上，清代諸帝出遊，除了享樂以外，也有一些政治、經濟上的安排。”

## 中华人民共和国

### 毛泽东南巡
1971年8月15日至9月12日期间，中共中央主席毛泽东到南方巡视。史称1971年毛泽东南巡。毛泽东在中共建政后历年几乎皆有外出巡视，但第一次到南方巡视是在1953年。据叶子龙、赵家樑等的回忆，当年毛首次提出中央分工问题，打算退居二线，中共高层内部当年还发生了“高饶事件”。香港大风出版社在2010年出版有《毛泽东外出和巡视记事1949－1976》一书。

### 邓小平南巡
1992年1月至2月，邓小平在中国南方的巡视和讲话，对中国大陆经济发展有重要影响。

### 習近平南巡
習近平南巡是指中共中央總書記、中共中央軍委主席習近平在2012年12月甫上任後即南下巡視廣東等地的系列行程事件。習近平在行程中多次釋放強調「力推改革堅持開放」，相較於1992年鄧小平南巡，也被媒體稱為「新南巡」。
2018年10月22日，港珠澳大桥开通之际，习近平来到珠海市，时隔6年第二次来到广东考察。